# كلية الحقوق بجامعة كولومبيا
كلية الحقوق بجامعة كولومبيا (بالإنجليزية: Columbia Law School)‏ هي كلية قانون، تأسست في 1858، في الولايات المتحدة.